# Stinkende storkenæb
Stinkende storkenæb (Geranium robertianum) er en enårig, 15-40 centimeter høj plante i storkenæb-familien. Arten er oprindeligt udbredt i Europa, Nordafrika og Nordasien, men findes desuden indslæbt til Nord- og Sydamerika og New Zealand. Planten er ofte rødligt anløben og har en karakteristisk ubehagelig lugt. Blomsterne er lyst rødlige.

## Forekomst i Danmark
I Danmark er stinkende storkenæb almindelig og vokser dels som skyggeplante i skove på frodig, kvælstofrig muld og dels på stenede strande, hvor bunden gødes af opskyllet tang. Den blomstrer her mellem maj og september.
- Typisk bladstruktur
- Blomst
- Blomsterknopper
- Frugter